# Pardal d'Adams
El pardal d'Adams (Montifringilla adamsi) és un ocell de la família dels passèrids (Passeridae).

## Hàbitat i distribució
Habit praderies alpines de l'Himàlaia, a l'oest de la Xina, Tibet i l'extrem nord de l'Índia i nord de Nepal.